# Gertrud av Polen
Gertrud av Polen, död 1108, var en polsk prinsessa som genom giftermål var storfurstinna av Kiev. Hon var gemål till storfursten Iziaslav I av Kiev.

## Biografi
Gertrud var dotter till Mieszko II av Polen och Rikissa av Lothringen. Hon fick en hög utbildning i kloster. 
Giftermålet ägde rum 1043. 
1068 flydde hon med sin familj till Polen sedan hennes make blivit avsatt. Han fick 1069 hjälp av hennes familj att bli återinsatt på tronen. 1073 flydde paret ännu en gång till Polen. De närvarade 1076 vid hennes brors kröning. De kunde återvända till Kiev 1076. 
Hon blev änka 1078 och bosatte sig då hos sin son och sonson. 
Gertrud togs 1084 som gisslan av Vladimir II Monomach.